# Frank Kramer
Frank Kramer (Evansville, 15 de septiembre de 1880-South Orange, 8 de octubre de 1958) fue un deportista estadounidense que compitió en ciclismo en la modalidad de pista. Ganó una medalla de oro en el Campeonato Mundial de Ciclismo en Pista de 1912, en la prueba de velocidad individual.

## Medallero internacional
| Campeonato Mundial | Campeonato Mundial      | Campeonato Mundial | Campeonato Mundial       |
| Año                | Lugar                   | Medalla            | Competición              |
| ------------------ | ----------------------- | ------------------ | ------------------------ |
| 1912               | Newark (Estados Unidos) | Medalla de oro     | Velocidad individual (P) |

## Palmarés
- 1899
  - Campeón de Estados Unidos de velocidad
- 1901
  - Campeón de Estados Unidos de velocidad
- 1902
  - Campeón de Estados Unidos de velocidad
- 1903
  - Campeón de Estados Unidos de velocidad
- 1904
  - Campeón de Estados Unidos de velocidad
- 1905
  - Campeón de Estados Unidos de velocidad
  - 1.º en el Gran Premio de París
- 1906
  - Campeón de Estados Unidos de velocidad
  - 1.º en el Gran Premio de París
- 1907
  - Campeón de Estados Unidos de velocidad
- 1908
  - Campeón de Estados Unidos de velocidad
  - 1.º en los Seis días de Pittsburgh
- 1909
  - Campeón de Estados Unidos de velocidad
- 1910
  - Campeón de Estados Unidos de velocidad
  - 1.º en los Seis días de Newark
  - 1.º en los Seis días de Boston
- 1911
  - Campeón de Estados Unidos de velocidad
- 1912
  - Campeón del Mundo de Velocidad 
  - Campeón de Estados Unidos de velocidad
- 1913
  - Campeón de Estados Unidos de velocidad
- 1914
  - Campeón de Estados Unidos de velocidad
- 1915
  - Campeón de Estados Unidos de velocidad
- 1916
  - Campeón de Estados Unidos de velocidad
- 1918
  - Campeón de Estados Unidos de velocidad
- 1919
  - Campeón de Estados Unidos de velocidad
- 1921
  - Campeón de Estados Unidos de velocidad